# Konopnica
Konopnica (em cirílico: Конопница) é uma vila da Sérvia localizada no município de Vlasotince, pertencente ao distrito de Jablanica, na região de Vlasina. A sua população era de 828 habitantes segundo o censo de 211.

## Demografia
| 1948 | 1953 | 1961 | 1971 | 1981 | 1991  | 2002 | 2011 |
| ---- | ---- | ---- | ---- | ---- | ----- | ---- | ---- |
| 845  | 900  | 924  | 978  | 989  | 1 020 | 989  | 828  |